# Mạc Hộ Bạt
Mạc Hộ Bạt (giản thể: 莫护跋; phồn thể: 莫護跋; bính âm: Mòhùbá) là một tù trưởng Mộ Dung bộ Tiên Ti.
Sau khi trở thành tù trưởng, Mạc Hộ Bạt đã đưa bộ chúng từ tái ngoại tiến vào khu vực Liêu Tây (nay là tây bộ tỉnh Liêu Ninh), sinh sống tại vùng Cức Thành.
Năm 238, thời Tào Ngụy, Mạc Hộ Bạt có công theo Tư Mã Ý đánh Công Tôn Uyên, được triều đình phong tước Suất Nghĩa vương (率義王), bắt đầu xây thành ở phía bắc Cức Thành.
Mạc Hộ Bạt do thấy "diêu quan" (một loại mũ có gắn trang sức) đẹp, bèn thu tóc mà đội, chư bộ vì thế gọi là "bộ diêu", sau diễn biến thành "Mộ Dung Yên" (慕容部落).
Chức vụ thủ lĩnh của Mạc Hộ Bạt do con trai là Mộ Dung Mộc Diên kế vị.